# Cléo
Cléo, właśc. Cleverson Gabriel Cordova (ur. 9 sierpnia 1985 w Guarapuavie) – brazylijski piłkarz występujący na pozycji napastnika w Guangzhou Evergrande. Wcześniej występował m.in.: w Partizanie Belgrad i Athletico Paranaense.
23 września 2010 roku otrzymał serbskie obywatelstwo.